# Iwan Trusch

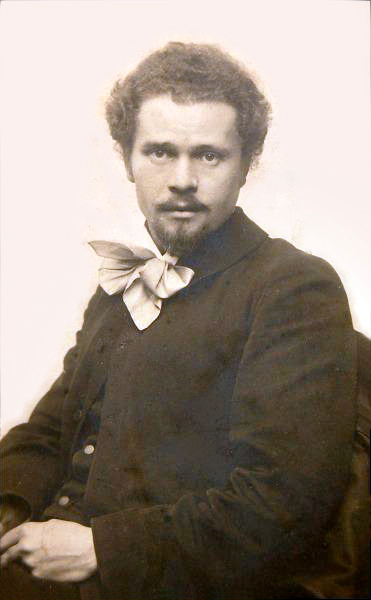
Iwan Trusch während seines Studiums

Iwan Iwanowytsch Trusch (ukrainisch Іван Іванович Труш, wiss. Transliteration Ivan Ivanovyč Truš; polnisch Iwan Trusz; * 17. Januar 1869 in Wysocko bei Brody, Galizien, Österreich-Ungarn; † 23. März 1941 in Lwiw, Generalgouvernement) war ein ukrainischer Maler und Literaturkritiker.

## Leben
Iwan Trusch besuchte zwischen 1881 und 1887 das K.K. Kronprinz-Rudolf-Gymnasium in Brody, vor dem seit 1984 ein Denkmal an ihn erinnert. 
Trusch studierte an der Krakauer Kunstakademie unter Leon Wyczółkowski und Jan Stanisławski. Anschließend folgte ein Studium in München (bei Anton Ažbe) und Wien.
Trusch bereiste Rom, die Krim, Ägypten und Palästina. 
Außerdem besuchte er mehrmals Kiew, wo er kurzzeitig an der Zeichnenschule von Mykola Muraschko unterrichtete.
Während seiner letzten Lebensjahre war er in Lwiw (Lemberg) tätig. Die Sammlungen seiner Bilder befinden sich im Lwiwer Museum der Ukrainischen Kunst sowie in der Villa des Künstlers in Lwiw, Iwan-Trusch-Str. 28.

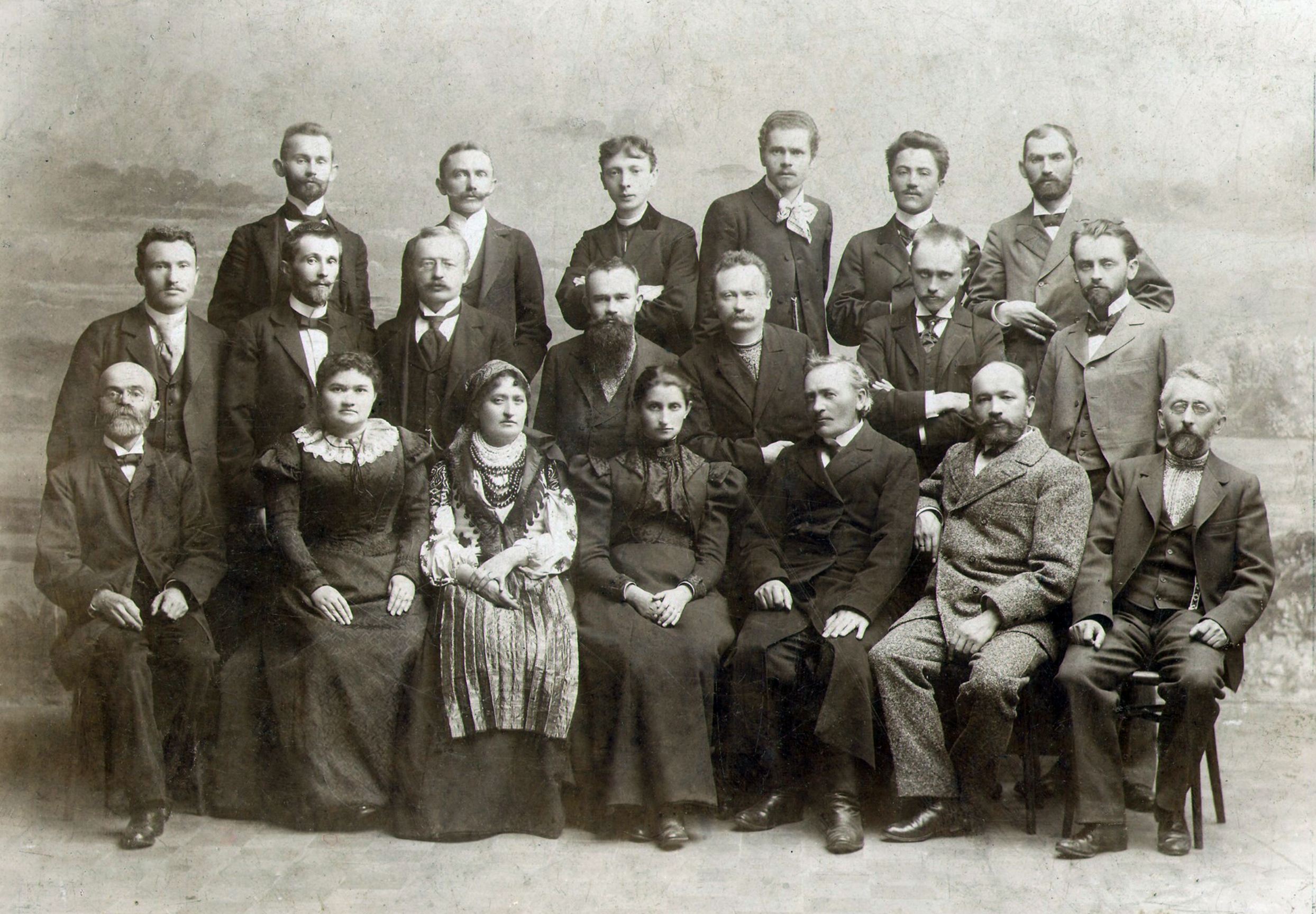
Der Vorstand und die Mitglieder der Wissenschaftlichen Gesellschaft Schewtschenko anlässlich des 100. Jahrestages der Veröffentlichung der Enejida von Iwan Kotljarewskyj, Lwiw, 31. Oktober 1898: In der ersten Reihe sitzend: Mychajlo Pawlyk, Jewhenija Jaroschynska, Natalija Kobrynska, Olha Kobyljanska, Sylvester Lepkyi, Andrij Tschajkowskyj, Kost Pankiwskyj. In der zweiten Reihe stehend: Iwan Kopatsch, Wolodymyr Hnatjuk, Ossyp Makowej, Mychajlo Hruschewskyj, Iwan Franko, Oleksandr Kolessa, Bohdan Lepkyj. In der dritten Reihe stehend: Iwan Petruschewytsch, Filaret Kolessa, Jossyp Kyschakewytsch, Iwan Trusch, Denys Lukianowytsch, Mykola Iwasjuk.

Trusch war ein Freund von Iwan Franko und der Schwiegersohn des ukrainischen Historikers und politischen Denkers Mychajlo Drahomanow.

## Bilderzyklen
- Die Blumen
- Wiesen und Felder
- Jüdische Friedhöfe
- Verschneite Landschaften
- Einsamkeit
- Lebende Baumstämme

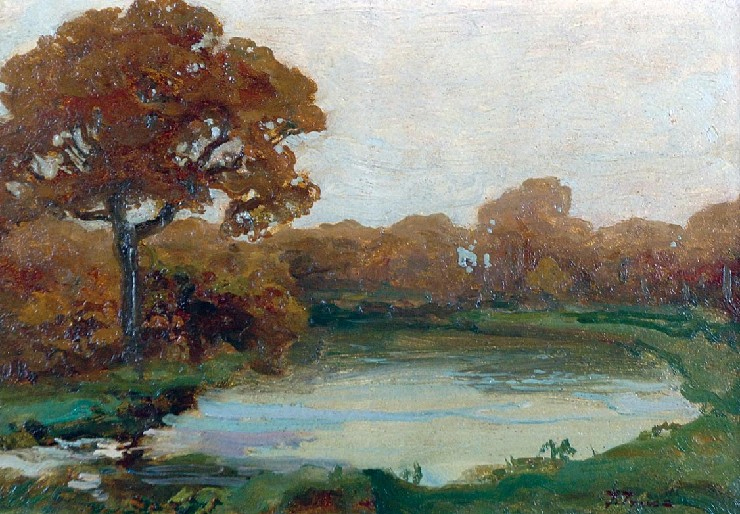
Flussmäander, vor 1939
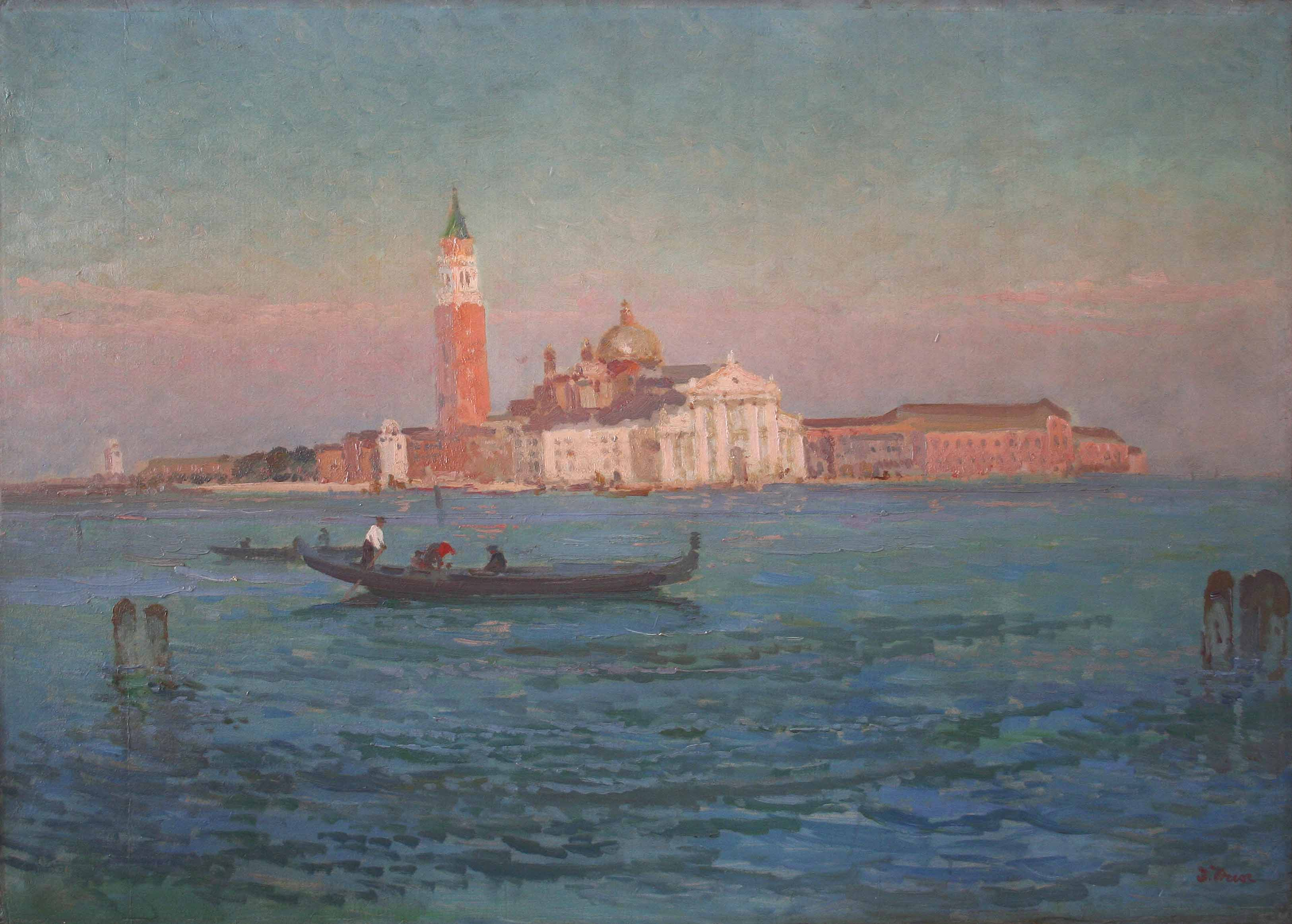
Venedig, 1908
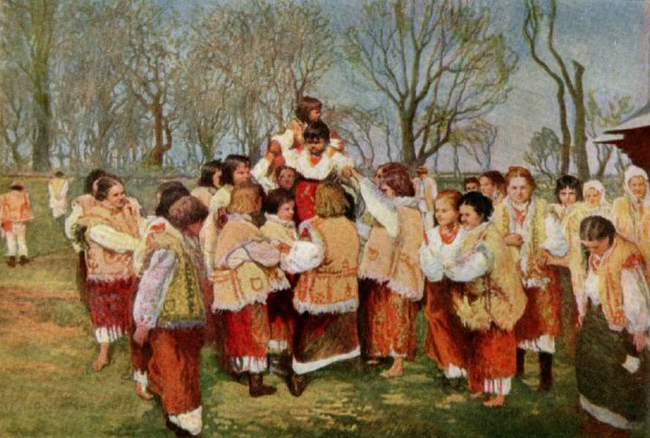
Hahilky, 1905
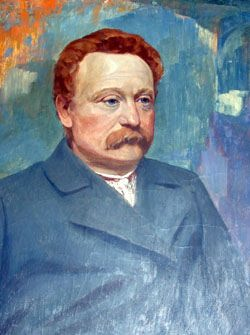
Porträt von Iwan Franko, 1930
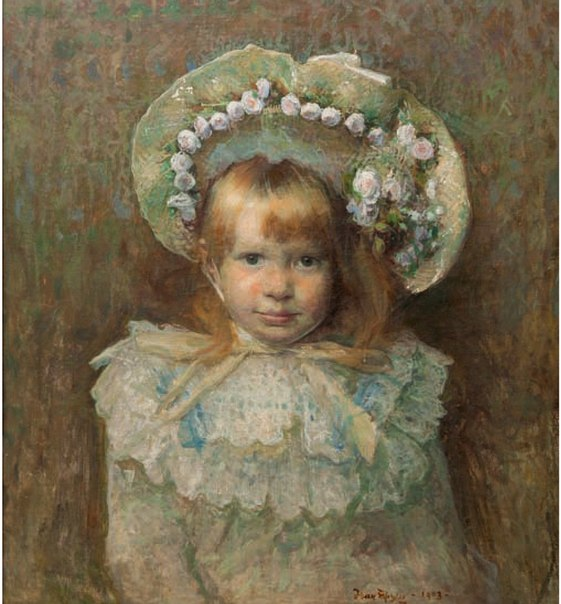
Porträt von Kateryna Hruschewska, 1903